# Cartel
Trong kinh tế học, cartel (phát âm tiếng Việt: Các-ten) là một thỏa thuận giữa các công ty cạnh tranh để kiểm soát giá hoặc loại trừ các sản phẩm của một đối thủ cạnh tranh mới trong thị trường. Nó là một tổ chức chính thức của người bán hay người mua trong đó các thành viên đồng ý thống nhất giá bán, giá mua, hoặc giảm bớt số lượng hàng sản xuất ra thông qua nhiều chiến thuật khác nhau. Cartel thường xuất hiện trong một ngành công nghiệp độc quyền theo nhóm, nơi số lượng người bán hàng ít hoặc hàng hóa được bán tập trung vào một số nhỏ khách hàng. Thành viên cartel có thể thoả thuận về những vấn đề như thiết lập mức giá, giảm tổng số lượng hàng bán, thiết lập mức giá cổ phiếu, phân bổ khách hàng, phân bổ vùng bán hàng, gian lận thầu, thành lập các doanh nghiệp bán hàng chung, thay đổi các điều kiện bán hàng, hoặc tổ hợp của các phương thức trên. Mục đích của những sự thông đồng như vậy (cũng được gọi là các thỏa thuận cartel) nhằm mục đích tăng lợi nhuận của các thành viên bằng cách giảm sự cạnh tranh. Nếu các thành viên không đồng ý trên tỷ lệ phân chia thị trường, họ phải có một kế hoạch phân phối lợi nhuận độc quyền phát sinh thêm do các cartel tạo ra.

## Sách tham khảo
- Bishop, Simon and Mike Walker (1999): The Economics of EC Competition Law. Sweet and Maxwell.
- Connor, John M. (2008): Global Price Fixing: 2nd Paperback Edition. Heidelberg: Springer.
- Dick, Andrew R. (2008). Cartels. The Concise Encyclopedia of Economics (ấn bản thứ 2). Library of Economics and Liberty. ISBN 978-0865976658. OCLC 237794267.
- Freyer, Tony A.: Antitrust and global capitalism 1930–2004, New York 2006.
- Hexner, Ervin, The International Steel Cartel, Chapel Hill 1943.
- Kleinwächter, Friedrich, Die Kartelle. Ein Beitrag zur Frage der Organisation der Volkswirtschaft, Innsbruck 1883.
- Levenstein, Margaret C. and Valerie Y. Suslow. "What Determines Cartel Success?" Journal of Economic Literature 64 (March 2006): 43–95.
- Liefmann, Robert: Cartels, Concerns and Trusts, Ontario 2001 [London 1932]
- Martyniszyn, Marek, "Export Cartels: Is it Legal to Target Your Neighbour? Analysis in Light of Recent Case Law", Journal of International Economic Law 15(1) (2012): 181-222.
- Stocking, George W. and Myron W. Watkins. Cartels in Action. New York: Twentieth Century Fund (1946).
- Stigler, George J., "The extent and bases of monopoly, in: The American economic review, Bd. 32 (1942), pp. 1–22.
- Stigler, George J., The theory of price, New York 1987, 4th Ed.
- Tirole, Jean (1988): The Theory of Industrial Organization. The MIT Press, Cambridge, Massachusetts.
- Wells, Wyatt C.: Antitrust and the Formation of the Postwar World, New York 2002.